# Burren

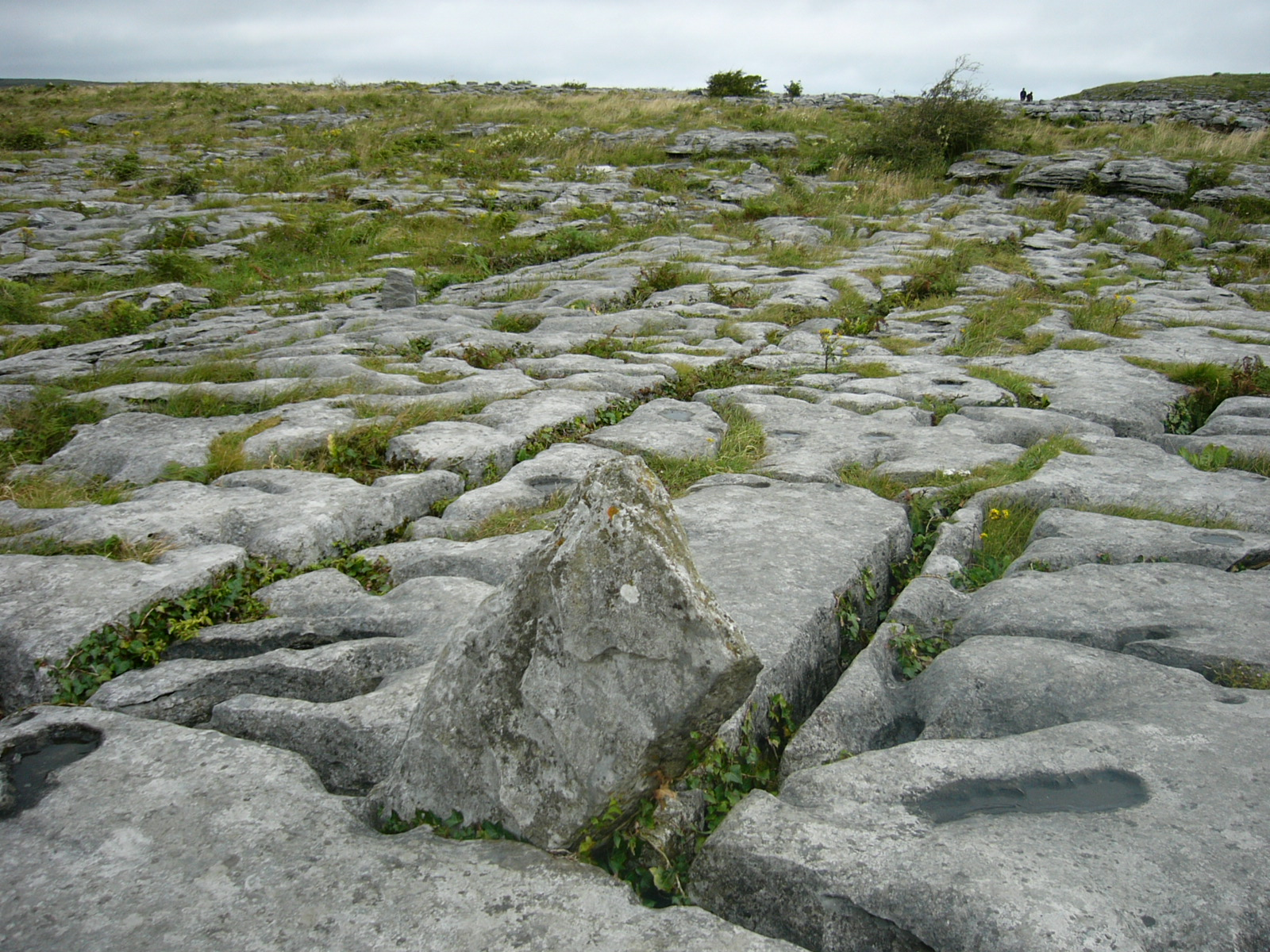
de Burren

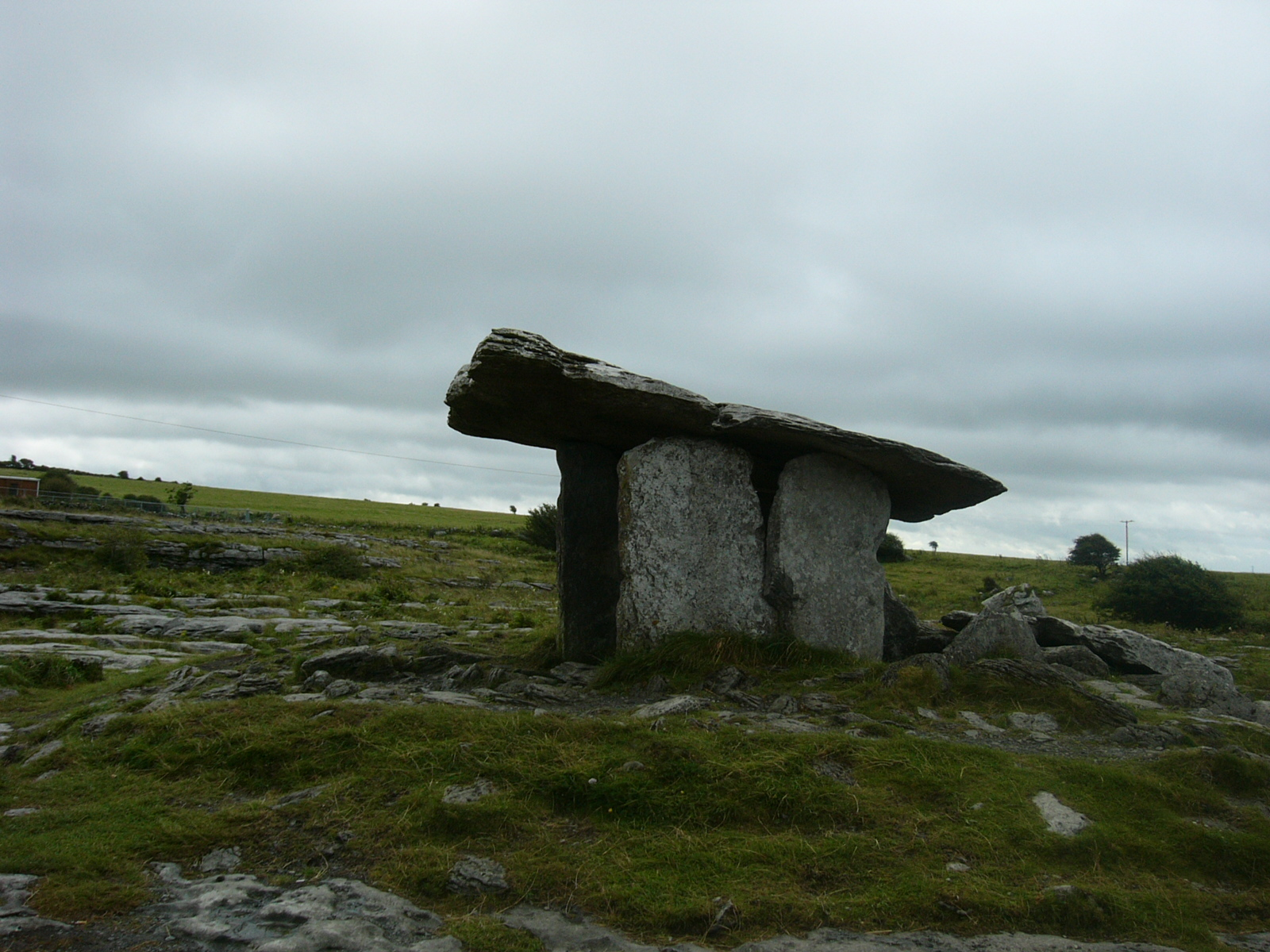
Poulnabrone Dolmen in de Burren

De Burren (Iers: Boireann, in moderne spelling Boirinn, "grote rots") is een uniek karstlandschap in het noordwesten van het graafschap Clare in Ierland. Het kalksteengebied heeft een oppervlakte van ongeveer 300 km². Aan de noordzijde wordt het begrensd door de Baai van Galway, aan de westzijde door de Cliffs of Moher.
Opvallend genoeg is het rotsige landschap zeer vruchtbaar en komen er veel planten uit verschillende biotopen voor. Ook leven er veel verschillende dieren. Onder het gebied liggen duizenden grotten waarvan Aillwee Cave de beroemdste is. Een deel van de Burren wordt beschermd door het Nationaal Park The Burren.
De Burren is rijk aan archeologische monumenten. Met name de Poulnabrone Dolmen trekt veel bezoekers. Dit grafmonument uit het Neolithicum is in de jaren tachtig van de twintigste eeuw afgegraven. Daarbij is aangetoond dat het monument diende als graf voor ten minste 33 personen.